# Blue Water Arena
Blue Water Arena – stadion piłkarski, położony w mieście Esbjerg, Dania. Oddany został do użytku w 1955 roku. Od tego czasu swoje mecze na tym obiekcie rozgrywa zespół piłkarski Esbjerg fB. Jego pojemność wynosi 18 000 miejsc. Rekordową frekwencję, wynoszącą 22 000 osób, odnotowano w 1961 roku podczas meczu ligowego pomiędzy Esbjerg fB a Kjøbenhavns Boldklub. Dwukrotnie był odnawiany: w 1999 roku i w latach 2004-2009.